# Festival du film de Yokohama
Le festival du film de Yokohama (ヨコハマ映画祭, Yokohama eigasai) est une cérémonie annuelle de remise de prix se tenant au Japon.

## Historique
(juin 2016).
Organisée à l'origine à petite échelle par des cinéphiles et des critiques de films, la première édition s'est tenue le 3 février 1980.

## Années 1980

### 1980
- Organisé le 3 février 1980 au Keihin Film Theatre de l'arrondissement de Tsurumi[3]
- Meilleur film : L'Homme qui a volé le soleil[4]
- Meilleur nouvel acteur : Yuji Honma – Jūkyūsai no Chizu
- Meilleur acteur : Ken Ogata – La vengeance est à moi (Fukushū suru wa ware ni ari)
- Meilleure actrice : Yūki Mizuhara – Angel Guts: Red Classroom
- Meilleure nouvelle actrice : Miyuki Matsuda – Kindaichi Kosuke no boken
- Meilleur second rôle masculin : Keizō Kanie – Angel Guts: Red Classroom, Jukyusai no chizu
- Meilleur second rôle féminin : Ako – Akai kami no onna, Nureta shumatsu
- Meilleur réalisateur :
  - Kazuhiko Hasegawa – L'Homme qui a volé le soleil
  - Chūsei Sone – Angel Guts: Red Classroom
- Meilleur nouveau réalisateur : Mitsuo Yanagimachi – Jūkyūsai no Chizu
- Meilleur scénario : Masaru Baba – La vengeance est à moi (Fukushū suru wa ware ni ari)
- Meilleure photographie : Seizō Sengen – Yomigaeru kinrō, Hakuchyu no shikaku
- Prix spécial : 
  - Junko Miyashita (pour l'ensemble de sa carrière)
  - Shinya Yamamoto (pour l'ensemble de sa carrière)

### 1981
- Organisé le 8 février 1981 au Keihin Film Theatre de l'arrondissement de Tsurumi[5]
- Meilleur film : Zigeunerweisen[6]
- Meilleur nouvel acteur : Tatsuo Yamada – Kuruizaki sanda rodo
- Meilleur acteur : Masato Furuoya – Hipokuratesu-tachi
- Meilleure actrice : Hiroko Yakushimaru – The Terrible Couple
- Meilleure nouvelle actrice : Keiko Oginome – Kaichō-on
- Meilleur second rôle masculin : Morio Kazama – Shiki Natsuko, Yūgure made
- Meilleur second rôle féminin : Ran Itō – Hipokuratesu-tachi
- Meilleur réalisateur : Seijun Suzuki – Zigeunerweisen
- Meilleur nouveau réalisateur : Shinji Sōmai – The Terrible Couple
- Meilleur scénario : Shoichi Maruyama – The Terrible Couple, The Beast To Die
- Meilleure photographie : Kazue Nagatsuka – Zigeunerweisen
- Meilleur film indépendant : Kuruizaki sanda rodo
- Prix spécial :
  - Tai Katō (pour l'ensemble de sa carrière)
  - Yusaku Matsuda (pour l'ensemble de sa carrière)

### 1982
- Organisé le 8 février 1982 au Yokohama Citizens Hall de Yokohama[7]
- Meilleur film : No yohna mono[8]
- Meilleur nouvel acteur : Bang-ho Cho – Gaki teikoku, Akutare sensō
- Meilleur acteur : Toshiyuki Nagashima – Enrai (Orage lointain)
- Meilleure actrice : Maiko Kazama – Woman Who Exposes Herself
- Meilleure nouvelle actrice :
  - Yuki Ninagawa – Kurutta kajitsu
  - Yoshiko Oshimi – Yarareta onna
- Meilleur second rôle masculin : Renji Ishibashi – Kemono-tachi no atsui nemuri
- Meilleur second rôle féminin : Yūko Tanaka – Eijanaika, Hokusai manga
- Meilleur réalisateur : Kichitaro Negishi pour Enrai (Orage lointain) et Kurutta kajitsu
- Meilleur nouveau réalisateur : Yoshimitsu Morita – No yohna mono
- Meilleur scénario : Haruhiko Arai – Enrai (Orage lointain)
- Meilleure photographie : Shohei Ando – Enrai (Orage lointain), La Rivière de boue
- Meilleur film indépendant : Afternoon Breezes
- Prix spécial : Ken Takakura (pour l'ensemble de sa carrière)

### 1983
- Organisée le 14 février 1983 au Yokohama Citizens Hall à Yokohama[9]
- Meilleur film : Tenkosei[10]
- Meilleur acteur : Ryudo Uzaki (宇崎竜童) – Tattoo Ari
- Meilleure actrice : Ayumi Ishida – Yaju-deka
- Meilleure nouvelle actrice :
  - Reiko Nakamura – Mizu no nai pūru
  - Satomi Kobayashi – Tenkosei
- Meilleur second rôle masculin : Mitsuru Hirata – Kamata koshin-kyoku
- Meilleur second rôle féminin : Masako Natsume – Dai Nippon teikoku
- Meilleur réalisateur : Banmei Takahashi Tattoo Ari
- Meilleur nouveau réalisateur : Shun Nakahara – Okasare shigan
- Meilleur scénario : Wataru Kenmochi – Tenkosei
- Meilleure photographie : Masaki Tamura – Saraba itoshiki daichi, Nippon-koku Furuyashiki-mura
- Meilleur film indépendant : Yami utsu shinzō
- Prix spécial :
  - Keiko Matsuzaka (pour l'ensemble de sa carrière)
  - Nobuo Nakagawa (pour l'ensemble de sa carrière)

### 1984
- Organisé le 29 janvier 1984 au Kanagawa Prefectural Youth Centre Hall à Yokohama[11]
- Meilleur film : The Family Game[12]
- Meilleur acteur : Yusaku Matsuda – The Family Game
- Meilleure actrice : Eiko Nagashima – Ryuji
- Meilleure nouvelle actrice :
  - Yukari Usami – Miyuki
  - Tomoyo Harada – Toki o kakeru shōjo
- Meilleur second rôle masculin : Jūzō Itami – The Family Game, The Makioka Sisters
- Meilleur second rôle féminin : Misako Tanaka – Ushimitsu no mura
- Meilleur réalisateur : Yoshimitsu Morita – The Family Game
- Meilleur scénario : Yoshimitsu Morita – The Family Game
- Meilleure photographie : Yonezo Maeda – The Family Game
- Meilleur film indépendant : Ryuji
- Prix spécial du jury : Shōji Kaneko (For his talent)
- Prix spécial :
  - Haruki Kadokawa (pour l'ensemble de sa carrière)
  - Yoichi Maeda (pour l'ensemble de sa carrière)

### 1985
- Organisé le 3 février 1985 au Kanagawa Prefectural Music Hall à Yokohama[13]
- Meilleur film : Mahjong hōrōki[14]
- Meilleur acteur : Takeshi Kaga – Mahjong hōrōki
- Meilleure actrice : Mari Shirato – La Vengeance de la sirène (Ningyo densetsu)
- Meilleure nouvelle actrice :
  - Yasuko Tomita – Aiko 16-sai
  - Yūki Kudō – Gyakufunsha kazoku
  - Kimiko Yoshimiya – Renzoku satsujinki: Reiketsu
- Meilleur second rôle masculin : Kaku Takashina – Mahjong hōrōki
- Meilleur second rôle féminin :
  - Kin Sugai – Ososhiki
  - Etsuko Shihomi – Shanhai bansukingu
- Meilleur réalisateur : Toshiharu Ikeda – La Vengeance de la sirène (Ningyo densetsu)
- Meilleur nouveau réalisateur : Shūsuke Kaneko – Uno Koichiro no nurete utsu, Ol yurizoku 19 sai, Eve-chan-no hime
- Meilleur scénario : Jūzō Itami – Ososhiki
- Meilleure photographie : Yonezo Maeda – Ososhiki, La Vengeance de la sirène (Ningyo densetsu), Tokimeki ni shisu, Mein teema
- Prix spécial :
  - Norifumi Suzuki (pour l'ensemble de sa carrière)
  - Sayuri Yoshinaga (pour l'ensemble de sa carrière)

### 1986
- Organisé le 9 février 1986 eu Yokohama Nikkatsu Theatre à Yokohama[15]
- Meilleur film : Love Hotel[16]
- Meilleur acteur : Minori Terada – Love Hotel
- Meilleure actrice : Tomoyo Harada – Soushun monogatari
- Meilleure nouvelle actrice :
  - Noriko Hayami – Love Hotel
  - Yuka Ōnishi – Taifū kurabu
- Meilleur second rôle masculin : Tomokazu Miura – Taifū kurabu
- Meilleur second rôle féminin : Kie Nakai – Kanashii kibun de joke
- Meilleur réalisateur : Shinji Sōmai – Love Hotel, Taifū kurabu
- Meilleur scénario : Takashi Ishii – Love Hotel, Muhan
- Meilleure photographie : Noboru Shinoda – Love Hotel
- Meilleure musique originale : Shigeru Umebayashi – Sorekara, Tomo yo shizukani nemure
- Meilleur film indépendant : Keppū Rock
- Prix spécial :
  - Mitsuko Baisho (pour l'ensemble de sa carrière)
  - Tatsumi Kumashiro (pour l'ensemble de sa carrière)

### 1987
- Organisé le 1er février 1987 au Kannai Hall de Yokohama[17]
- Meilleur film : Uhohho tankentai[18]
- Meilleur nouvel acteur : Tōru Nakamura – Bi bappu haisukuru, Bee Bop highschool: Koko yotaro elegy
- Meilleur acteur : Kōichi Iwaki – Minami e hashire, umi no michi o!
- Meilleure actrice : Narumi Yasuda – Minami e hashire, umi no michi o!, Inujini sesi mono, Sorobanzuku
- Meilleure nouvelle actrice :
  - Miki Imai – Inujini sesi mono
  - Kiwako Harada – Kare no ootobai, kanojo no shima
- Meilleur second rôle masculin : Kaoru Kobayashi – Sorobanzuku
- Meilleur second rôle féminin : Noriko Watanabe – Kare no ootobai, kanojo no shima
- Meilleur réalisateur : Hiroyuki Nasu – Bi bappu haisukuru, Bee Bop highschool: Koko yotaro elegy
- Meilleur nouveau réalisateur : Kaizo Hayashi – Yume miruyoni nemuritai
- Meilleur scénario : Yoshimitsu Morita – Uhohho tankentai, Sorobanzuku
- Meilleure photographie : Yasushi Sasakibara – Minami e hashire, umi no michi o!, Saya no iru tousizu
- Meilleur film indépendant : Yume miruyoni nemuritai
- Prix spécial du jury : Saya no iru tousizu – For the staff.
- Prix spécial : Kihachi Okamoto (pour l'ensemble de sa carrière)

### 1988
- Organisé le 7 février 1988 au Kannai Hall de Yokohama[19]
- Meilleur film : The Emperor's Naked Army Marches On[20]
- Meilleur acteur : Saburō Tokitō – Eien no 1/2
- Meilleure actrice : Yasuko Tomita – Bu su
- Meilleure nouvelle actrice :
  - Asako Kobayashi – Hahako kankin: mesu
  - Michiru Akiyoshi – Hikaru onna
  - Yasuyo Shirashima – Honba jyoshikou manual: Hatsukoi binetsu-hen
- Meilleur second rôle masculin : Sabu Kawahara – Hahako kankin: mesu
- Meilleur second rôle féminin : Eri Ishida – Chōchin
- Meilleur réalisateur :
  - Shunichi Kajima – Chōchin
  - Kazuo Hara – The Emperor's Naked Army Marches On
- Meilleur nouveau réalisateur : Chishō Itō – Gondola
- Meilleur scénario : Hiroshi Saito – Honba jyoshikou manual: Hatsukoi binetsu-hen, Itoshino Half Moon
- Meilleure photographie : Toshihiko Uryu – Gondola
- Prix spécial du jury : Chōchin – For the staff.
- Prix spécial : Kensaku Morita (pour l'ensemble de sa carrière)

### 1989
- Organisé le 12 février 1989 au Kannai Hall de Yokohama[21]
- Meilleur film : Rock yo shizukani nagareyo[22]
- Meilleur nouvel acteur : Otokogumi (Shoji Narita, Kazuya Takahashi, Kenichi Okamoto et Koyo Maeda) – Rock yo shizukani nagareyo
- Meilleur acteur : Hiroyuki Sanada – Kaitō Ruby
- Meilleure actrice :
  - Kyōko Koizumi – Kaitō Ruby
  - Yukari Tachibana – Neko no youni
- Meilleur second rôle masculin : Tsurutarō Kataoka – Ijintachi tono natsu
- Meilleur second rôle féminin : Shuko Honami – Ureshi hazukashi monogatari
- Meilleur réalisateur :
  - Shūsuke Kaneko – 1999-nen no natsu yasumi, Rasuto kyabaree
  - Shun'ichi Nagasaki – Rock yo shizukani nagareyo
- Meilleur nouveau réalisateur : Koji Enokido – Futari botchi
- Meilleur scénario : Shoichi Maruyama – Futari botchi, Rabu sutori o kimini
- Meilleure photographie : Kenji Takama – 1999-nen no natsu yasumi

## Années 1990

### 1990
- Organisé le 11 février 1990 au Kannai Hall de Yokohama[23]
- Meilleur film : Dotsuitarunen[24]
- Meilleur nouvel acteur : Hidekazu Akai – Dotsuitarunen
- Meilleur acteur : Ryō Ishibashi – A Sign Days
- Meilleure actrice : Anna Nakagawa – A Sign Days
- Meilleure nouvelle actrice : Ayako Kawahara – Kitchen
- Meilleur second rôle masculin : Yoshio Harada – Dotsuitarunen, Kiss yori kantan
- Meilleur second rôle féminin : Haruko Sagara – Dotsuitarunen
- Meilleur réalisateur : Takeshi Kitano – Violent Cop
- Meilleur nouveau réalisateur : Junji Sakamoto – Dotsuitarunen
- Meilleur scénario : Hiroshi Saito et Yoichi Sai – A Sign Days
- Meilleure photographie : Kenji Takama – Who Do I Choose?, Kaze no matasaburo, Garasu no manto
- Prix spécial du jury Yusaku Matsuda (pour l'ensemble de sa carrière)

### 1991
- Organisé le 10 février 1991 au Kannai Hall de Yokohama[25]
- Meilleur film : Sakura no sono[26]
- Meilleur acteur : Masato Furuoya – Uchū no hosoku
- Meilleure actrice : Yuki Saito – Hong Kong Paradise
- Meilleure nouvelle actrice :
  - Saki Takaoka – Bataashi kingyo
  - Hiroko Nakajima – Sakura no sono
  - Riho Makise – Tugumi, Tōkyō jōkū irasshaimase
- Meilleur second rôle masculin : Keizo Kanie – Ware ni utsu yoi ari
- Meilleur second rôle féminin : Tomoko Nakajima – Tugumi
- Meilleur réalisateur : Shun Nakahara – Sakura no sono
- Meilleur nouveau réalisateur : Joji Matsuoka – Bataashi kingyo
- Meilleur scénario : Hiroaki Jinno – Sakura no sono
- Meilleure photographie : Norimichi Kasamatsu – Bataashi kingyo, Tekken
- Meilleure musique originale : Shigeru Umebayashi – Tekken
- Prix spécial :
  - Yoshio Harada (pour l'ensemble de sa carrière)
  - Kōji Wakamatsu (pour l'ensemble de sa carrière)

### 1992
- Organisé le 8 mars 1992 au Kannai Hall de Yokohama[27]
- Meilleur film : A Scene at the Sea[28]
- Meilleur nouvel acteur : Sabu – Warudo apaatomento horaa
- Meilleur acteur : Hidekazu Akai – Ōte
- Meilleure actrice : Jun Fubuki – Muno no hito
- Meilleure nouvelle actrice :
  - Hiroko Oshima – A Scene at the Sea
  - Hikari Ishida – Futari, Aitsu, Kamitsukitai/Dorakiyura yori ai-0
- Meilleur second rôle masculin : Koji Matoba – Shishiohtachi no natsu, Shushoku sensen ijonashi
- Meilleur second rôle féminin :
  - Emi Wakui – Musuko, Shushoku sensen ijonashi
  - Reona Hirota – Ōte, Yumeji (en)
- Meilleur réalisateur : Takeshi Kitano – A Scene at the Sea
- Meilleur nouveau réalisateur : Naoto Takenaka – Muno no hito
- Meilleure musique originale : Joe Hisaishi – A Scene at the Sea, Futari
- Meilleur scénario : Toshiharu Marūchi – Muno no hito
- Meilleure photographie : Akihiro Itō – Ōte
- Meilleure direction artistique : Noriyoshi Ikeya – Yumeji (en)
- Prix spécial du jury : Katsuhiro Ōtomo – Warudo apaatomento horaa – For succeeding in making animation film as well as feature film.

### 1993
- Organisé le 7 février 1993 au Kannai Hall, Yokohama[29]
- Meilleur film : Sumo Do, Sumo Don't[30]
- Meilleur nouvel acteur :
  - Etsushi Toyokawa – Juninin no yasashii nihonjin, Kira kira hikaru, Kacho shima kōsaku
  - Yoshiyuki Omori – Wangan Bad Boy Blue, Seishun dendekedekedeke, Bokuto kidan
- Meilleur acteur : Masahiro Motoki – Sumo Do, Sumo Don't
- Meilleure actrice : Yōko Minamino – Kantsubaki, Watashi o daite soshite kisu shite
- Meilleure nouvelle actrice : Yuki Sumida – Bokuto kidan
- Meilleur second rôle masculin : Hideo Murota – Original Sin
- Meilleur second rôle féminin :
  - Keiko Oginome – Itsuka giragirasuruhi
  - Misa Shimizu – Sumo Do, Sumo Don't, Mirai no omoide: Last Christmas, Okoge
- Meilleur réalisateur : Masayuki Suo – Sumo Do, Sumo Don't
- Meilleur nouveau réalisateur :
  - Katsuya Matsumura – All Night Long
  - Tadafumi Tomioka – Wangan Bad Boy Blue
- Meilleur scénario : Masayuki Suo – Sumo Do, Sumo Don't
- Meilleure photographie : Yasushi Sasakibara – Wangan Bad Boy Blue, Original Sin
- Prix spécial : Kinji Fukasaku (pour l'ensemble de sa carrière)

### 1994
- Organisé le 13 février 1994 au Kannai Hall de Yokohama[31]
- Meilleur film : Tsuki wa dotchi ni dete iru[32]
- Meilleure musique originale : Hajime Kaburagi – Gensen-Kan Shujin
- Meilleur nouvel acteur : Gorō Kishitani – Tsuki wa dotchi ni dete iru
- Meilleur acteur : Hiroyuki Sanada – Bokura wa minna ikiteiru, Nemuranai machi – Shinjuku same, Yamai wa kikara: Byōin e ikō 2
- Meilleure actrice : Isako Washio – Waga ai no uta – Taki Rentaro monogatari
- Meilleure nouvelle actrice :
  - Kyōko Toyama – Kōkō kyōshi
  - Tomoko Tabata – Ohikkoshi
- Meilleur second rôle masculin : Masato Hagiwara – Kyōso tanjō, Tsuki wa dotchi ni dete iru, Gakko
- Meilleur second rôle féminin :
  - Kaoru Mizuki – Gensen-Kan Shujin
  - Ruby Moreno – Tsuki wa dotchi ni dete iru
- Meilleur réalisateur : Yoichi Sai – Tsuki wa dotchi ni dete iru
- Meilleur nouveau réalisateur : Toshihiro Tenma – Kyōso tanjō
- Meilleur scénario : Nobuyuki Isshiki – Bokura wa minna ikiteiru, Yamai wa kikara: Byōin e ikō 2, Sotsugyo ryoko: Nihon kara kimashita
- Meilleure photographie : Junichi Fujisawa – Tsuki wa dotchi ni dete iru
- Prix spécial : Teruo Ishii – Gensen-Kan Shujin – pour l'ensemble de sa carrière et sa réalisation du film.

### 1995
- Organisé le 22 janvier 1995 au Kannai Hall de Yokohama[33]
- Meilleur film : Tokarefu[34]
- Meilleure musique originale : Shigeru Umebayashi – Tokarefu, Izakaya yurei
- Meilleur acteur : Eiji Okuda – Bo no kanashimi
- Meilleure actrice : Saki Takaoka – Chushingura gaiden yotsuya kaidan
- Meilleur second rôle masculin : Kōichi Satō – Tokarefu
- Meilleur second rôle féminin : Shigeru Muroi – Izakaya yurei
- Meilleur réalisateur : Junji Sakamoto – Tokarefu
- Meilleur nouveau réalisateur : Takeshi Watanabe – Kyouju Luger P08
- Meilleur scénario : Yōzō Tanaka – Izakaya yurei, Natsu no niwa
- Meilleure photographie : Norimichi Kasamatsu – Yoru ga mata kuru, Tenshi no harawata: Akai senkō, Enjeru dasuto
- Meilleur nouveau talent :
  - Shunsuke Matsuoka – 800 Two Lap Runners
  - Hinako Saeki – Mainichi ga natsuyasumi
  - Yui Natsukawa – Yoru ga mata kuru
- Prix spécial : Azuma Morisaki – For his work.

### 1996
- Organisé le 2 février 1996 au Kannai Hall de Yokohama[35]
- Meilleur film : Love Letter[36]
- Meilleur acteur : Etsushi Toyokawa – Love Letter
- Meilleure actrice : Miho Nakayama – Love Letter
- Meilleur second rôle masculin : Kazuhiko Kanayama – Burai heiya, Shin kanashiki hittoman
- Meilleur second rôle féminin : Shinobu Nakayama – Gamera : Gardien de l'Univers
- Meilleur réalisateur :
  - Shūsuke Kaneko – Gamera : Gardien de l'Univers
  - Shunji Iwai – Love Letter
- Meilleur nouveau réalisateur : Atsushi Muroga – Score
- Meilleur scénario : Kazunori Itō – Gamera : Gardien de l'Univers, Kōkaku kidōtai
- Meilleure photographie : Noboru Shinoda – Love Letter
- Meilleur nouveau talent :
  - Reiko Kataoka – Ai no shinsekai, Kamikaze takushii
  - Sawa Suzuki – Gokudo no onna-tachi: Akai kizuna, Ai no shinsekai, Nihon ichi mijikai 'Haha' e no tegami, Teito monogatari gaiden
  - Miki Sakai – Love Letter
- Meilleurs effets spéciaux : Shinji Higuchi – Gamera : Gardien de l'Univers – pour ses effets spéciaux.
- Prix spécial du jury : Score – For the actors who played the "Score Gangs".
- Prix spécial : Ikuo Sekimoto – Gokudo no onna-tachi: Akai kizuna – For his work.

### 1997
- Organisé le 2 février 1997 au Kannai Hall de Yokohama[37]
- Meilleur film : Kids Return[37],[38]
- Meilleur acteur :
  - Tadanobu Asano – Pikunikku, Focus, Helpless, Acri
  - Kōji Yakusho – Shall We Dance?, Nemuru otoko, Shabu gokudo
- Meilleure actrice : Eri Fukatsu – (Haru)
- Meilleur second rôle masculin : Ryo Ishibashi – Kids Return
- Meilleur second rôle féminin : Reiko Kusamura – Shall We Dance?
- Meilleur réalisateur : Masayuki Suo – Shall We Dance?
- Meilleur nouveau réalisateur : Sabu – Dangan ranna
- Meilleur scénario : Yoshimitsu Morita – (Haru)
- Meilleure photographie : Katsumi Yanagishima (en) – Kids Return
- Meilleur nouveau talent :
  - Masanobu Ando – Kids Return
  - Chara – Pikunikku, Suwarōteiru
  - Tamiyo Kusakari – Shall We Dance?
- Prix spécial du jury : Kaizo Hayashi – Waga jinsei saiaku no toki, Harukana jidai no kaidan oand Wana
- Prix spécial : Tetsuya Watari Waga kokoro no ginga tetsudo: Miyazawa Kenji monogatari (pour l'ensemble de sa carrière)

### 1998
- Organisé le 8 février 1998 au Kannai Hall de Yokohama[39]
- Meilleur film : Onibi[40]
- Meilleur acteur : Yoshio Harada – Onibi
- Meilleure actrice : Kyōka Suzuki – Welcome Back, Mr. McDonald
- Meilleur second rôle masculin :
  - Masahiko Nishimura – Welcome Back, Mr. McDonald, Marutai no onna
  - Isao Bitoh – Sharan-Q no enka no hanamichi
- Meilleur second rôle féminin : Reiko Kataoka – Onibi
- Meilleur réalisateur : Rokurō Mochizuki – Onibi, Koi gokudo
- Meilleur nouveau réalisateur : Kōki Mitani – Welcome Back, Mr. McDonald
- Meilleur scénario : Masato Harada – Baunsu ko gaurusu
- Meilleure photographie : Yoshitaka Sakamoto – Baunsu ko gaurusu
- Meilleur nouveau talent :
  - Ryōko Hirosue – 20-seiki nosutarujia
  - Yukiko Okamoto – Baunsu ko gaurusu
  - Hitomi Sato – Baunsu ko gaurusu
  - Yasue Sato – Baunsu ko gaurusu
- Prix spécial du jury : Sharan-Q no enka no hanamichi

### 1999
- Organisé le 7 février 1999 au Kannai Hall de Yokohama[41]
- Meilleur film : Cure[42]
- Meilleur acteur :
  - Kuroudo Maki – Orokamono: Kizu darake no tenshi
  - Kiichi Nakai – Rabu retaa, Ai o kou hito
- Meilleure actrice : Mieko Harada – Ai o kou hito
- Meilleur second rôle masculin : Ren Osugi – Cure, Hana-bi, Ganbatte ikimasshoi, Orokamono: Kizu darake no tenshi, Inu hashiru
- Meilleur second rôle féminin : Yumi Yoshiyuki – D-Zaka no satsujin jiken, Daikaijū Tōkyō ni arawaru
- Meilleur réalisateur :
  - Kiyoshi Kurosawa – Cure
  - Itsumichi Isomura – Ganbatte ikimasshoi
- Meilleur nouveau réalisateur : Hideaki Anno – Love & Pop
- Meilleur scénario : Ryōichi Kimizuka – Bayside Shakedown: The Movie
- Meilleure photographie : Yuichi Nagata – Ganbatte ikimasshoi
- Meilleur nouveau talent :
  - Rena Tanaka – Ganbatte ikimasshoi
  - Kumiko Aso – Kanzō-sensei
  - Asumi Miwa – Love & Pop
- Prix spécial du jury :
  - Yoichi Maeda – For focusing on entertainment rather than "serious" movies.
  - Odoru daisosasen

## Années 2000

### 2000
- Organisé le 6 février 2000 au Kannai Hall de Yokohama[43]
- Meilleur film : 39 keihō dai sanjūkyū jō[44]
- Meilleur acteur : Ken Takakura – Poppoya
- Meilleure actrice : Shinobu Ōtake – Kuroi ie
- Meilleur second rôle masculin : Kazuki Kitamura – Kyohansha, Minazuki, Kanzen-naru shiiku
- Meilleur réalisateur : Yoshimitsu Morita – 39 keihō dai sanjūkyū jō
- Meilleur nouveau réalisateur :
  - Kentarō Ōtani – Avec mon mari
  - Akihiko Shiota – Gekkō no sasayaki, Dokomademo ikō
- Meilleur scénario : Sumio Omori – 39 keihō dai sanjūkyū jō
- Meilleure photographie : Nobuyasu Kita – Kuroi ie
- Meilleur nouveau talent :
  - Yuka Itaya – Avec mon mari
  - Tsugumi – Gekkō no sasayaki
  - Takami Yoshimoto – Minazuki
  - Chizuru Ikewaki – Ōsaka monogatari
- Prix spécial : Sumiko Fuji – Omocha (pour l'ensemble de sa carrière)

### 2001
- Organisé le 4 février 2001 au Kannai Hall de Yokohama[45]
- Meilleur film : Kao[46]
- Meilleur acteur : Tadanobu Asano – Gojo reisenki: Gojoe, Jirai wo fundara sayōnara
- Meilleure actrice : Naomi Fujiyama – Kao
- Meilleur second rôle masculin :
  - Teruyuki Kagawa – Dokuritsu shonen gasshōdan, Suri
  - Jun Murakami – Nabbie no koi, Futei no kisetsu, Shin jingi naki tatakai
- Meilleur second rôle féminin : Naomi Nishida – Nabbie no koi
- Meilleur réalisateur : Junji Sakamoto – Kao
- Meilleur nouveau réalisateur : Akira Ogata – Dokuritsu shonen gasshōdan
- Meilleur scénario : Junji Sakamoto et Isamu Uno – Kao
- Meilleure photographie : Masami Inomoto – Dokuritsu shonen gasshōdan
- Meilleur nouveau talent :
  - Sora Tōma – Dokuritsu shonen gasshōdan
  - Ryuhei Matsuda – Tabou
  - Kirina Mano – Suri, Bullet Ballet
- Prix spécial du jury : Yukiko Shii – Kao
- Prix spécial : Masaru Konuma – Nagisa – For directing film as well as for his work

### 2002
- Organisé le 2 février 2002 au Kannai Hall de Yokohama[47]
- Meilleur film : Go[48]
- Meilleur acteur : Yōsuke Kubozuka – Go, Oboreru sakana
- Meilleur second rôle masculin : Tsutomu Yamazaki – Go, The Guys from Paradise, Go Heat Man!, Jo gakusei no tomo
- Meilleur second rôle féminin :
  - Kou Shibasaki – Go, Battle Royale
  - Yūki Amami – Rendan, Inugami
- Meilleur réalisateur : Isao Yukisada – Go
- Meilleur nouveau réalisateur :
  - Masahiko Nagasawa – Koko ni irukoto
  - Shin Togashi – Off-Balance
- Meilleur scénario : Kankurō Kudō – Go
- Meilleure photographie : Naoki Kayano – Onmyoji
- Meilleur nouveau talent :
  - Takato Hosoyamada – Go, All About Lily Chou-Chou
  - Hitomi Manaka – Koko ni irukoto
  - Megumi Hatachiya – Off-Balance
- Prix spécial : Shinji Sōmai (pour l'ensemble de sa carrière)

### 2003
- Organisé le 2 février 2003 au Kannai Hall de Yokohama[49]
- Meilleur film : Hush![50]
- Meilleur acteur :
  - Seiichi Tanabe – Hush!
  - Kyozo Nagatsuka – Warau kaeru
- Meilleure actrice : Asaka Seto – Travail
- Meilleur second rôle masculin : Shinya Tsukamoto – Travail, Koroshiya 1, Kuroe
- Meilleur second rôle féminin : Nene Otsuka – Warau kaeru, Utsutsu
- Meilleur réalisateur :
  - Ryosuke Hashiguchi – Hush!
  - Hideyuki Hirayama – Warau kaeru, Out
- Meilleur nouveau réalisateur : Fumihiko Sori – Ping Pong
- Meilleur scénario : Kentarō Ōtani – Travail
- Meilleure photographie : Kozo Shibazaki – Out, Warau kaeru
- Meilleur nouveau talent :
  - Masahiro Hisano – Gomen
  - Yukika Sakuratani – Gomen
  - Mikako Ichikawa – Travail

### 2004
- Organisé le 1er février 2004 au Kannai Hall de Yokohama[51]
- Meilleur film : Vibrator[52]
- Meilleur acteur : Satoshi Tsumabuki – Sayonara, Kuro, Doragon heddo
- Meilleure actrice : Shinobu Terajima – Vibrator, Akame shijuya taki shinju misui
- Meilleur second rôle masculin : Nao Ōmori – Vibrator, Akame shijuya taki shinju misui
- Meilleur second rôle féminin : Kimiko Yo – Sayonara, Kuro, Hoteru haibisukasu, Gūzen nimo saiaku na shounen
- Meilleur réalisateur : Ryūichi Hiroki – Vibrator
- Meilleur nouveau réalisateur : Miwa Nishikawa – Hebi ichigo
- Meilleur scénario : Haruhiko Arai – Vibrator
- Meilleure photographie : Norimichi Kasamatsu – Sayonara, Kuro, Akame shijuya taki shinju misui, Bokunchi
- Meilleurs décors : Takeo Kimura – Jōhatsu tabinikki
- Meilleur nouveau talent :
  - Masami Nagasawa – Ashura no gotoku, Robokon
  - Hiroyuki Miyasako – Hebi ichigo, 13 kaidan
  - Satomi Ishihara - Watashi no guranpa
- Prix spécial : Hideo Onchi – Warabi no kō – pour le film et l'ensemble de sa carrière.

### 2005
- Organisé le 6 février 2005 au Kannai Hall de Yokohama[53],[54]
- Meilleur film : Kamikaze Girls[55],[56]
- Meilleur acteur : Kōji Yakusho – Yudan taiteki, Tōkyō genpatsu, Warai no Daigaku: University of Laughs
- Meilleure actrice : Kyōko Fukada – Kamikaze Girls
- Meilleur second rôle masculin : Akira Emoto – Yudan taiteki, Niwatori wa hadashi da
- Meilleur second rôle féminin : Kirin Kiki – Kamikaze Girls, Han-ochi, Hotaru no hoshi
- Meilleur réalisateur : Tetsuya Nakashima – Kamikaze Girls
- Meilleur nouveau réalisateur : Izuru Narushima – Yudan taiteki
- Meilleur scénario : Shinobu Yaguchi – Swing Girls
- Meilleure photographie : Takahide Shibanushi – Swing Girls, Shinkokyū no hitsuyō, Gege
- Meilleur nouveau talent :
  - Yūya Yagira – Nobody Knows
  - Anna Tsuchiya – Kamikaze Girls, The Taste of Tea
  - Juri Ueno – Swing Girls, Joze to tora to sakana tachi, Chirusoku no natsu
- Prix spécial : Kazuo Kuroki – Utsukushii natsu kirishima, Chichi to Kuraseba

### 2006
- Organisé le 5 février 2006 au Kannai Hall de Yokohama[57],[58]
- Meilleur film : Pacchigi![59]
- Meilleur acteur : Joe Odagiri – La Maison de Himiko, Scrap Heaven, Princess Raccoon Shinobi: Heart Under Blade
- Meilleure actrice : Yūko Tanaka – Itsuka dokusho suruhi, Hibi
- Meilleur second rôle masculin : Ittoku Kishibe – Itsuka dokusho suruhi, Hibi, Bōkoku no Iijisu, Vital
- Meilleur second rôle féminin : Hiroko Yakushimaru – Always Sanchōme no Yūhi, Princess Raccoon, Reikusaido mada kesu, Tetsujin niju-hachigo
- Meilleur réalisateur : Kazuyuki Izutsu – Pacchigi!
- Meilleur nouveau réalisateur : Kenji Uchida – Unmei janai hito
- Meilleur scénario : Kenji Aoki – Itsuka dokusho suruhi
- Meilleure photographie : Hideo Yamamoto – Pacchigi!, The Great Yokai War, Tetsujin niju-hachigo
- Meilleur nouveau talent :
  - Maki Horikita – Always Sanchōme no Yūhi, Gyakkyo Nine, Hinokio, Shinku
  - Erika Sawajiri – Pacchigi!, Ashura-jō no hitomi, Shinobi: Heart Under Blade
  - Shun Shioya – Pacchigi!
- Meilleurs effets spéciaux : Takashi Yamazaki – Always Sanchōme no Yūhi – pour le VFX.
- Prix spécial du jury : Kenji Uchida – Unmei janai hito

### 2007
- Organisé le 4 février 2007 au Kannai Hall de Yokohama[60],[61],[62]
- Meilleur film : Yureru[63]
- Meilleur acteur : Teruyuki Kagawa – Yureru
- Meilleure actrice : Yū Aoi – Hula Girls, Honey and Clover
- Meilleur second rôle masculin : Takashi Sasano – Metro ni notte, Nezu no ban, Tsuribaka nisshi 17
- Meilleur second rôle féminin :
  - Yūko Nakamura – Strawberry Shortcakes
  - Kazue Fukiishi – What the Snow Brings, Tegami, Memories of Tomorrow
- Meilleur réalisateur : Miwa Nishikawa – Yureru
- Meilleur nouveau réalisateur : Takayuki Nakamura – Yokohama Mary
- Meilleur scénario : Miwa Nishikawa – Yureru
- Meilleure photographie : Isao Ishii – Strawberry Shortcakes
- Meilleur nouveau talent :
  - Kenichi Matsuyama – Death Note, Otoko-tachi no Yamato, Oyayubi sagashi
  - Yuriko Yoshitaka – Noriko's Dinner Table
- Prix spécial du jury : Takayuki Nakamura – Yokohama Mary

### 2008
- Organisé le 3 février 2008 au Kannai Hall de Yokohama[64],[65],[66],[67]
- Meilleur film : I Just Didn't Do It[68]
- Meilleur acteur : Ryō Kase – I Just Didn't Do It
- Meilleure actrice : Eriko Sato – Funuke domo, kanashimi no ai wo misero
- Meilleur second rôle masculin : Masatoshi Nagase – Funuke domo, kanashimi no ai wo misero
- Meilleur second rôle féminin : Hiromi Nagasaku – Funuke domo, kanashimi no ai wo misero
- Meilleur réalisateur : Masayuki Suo – I Just Didn't Do It
- Meilleur nouveau réalisateur : Daihachi Yoshida – Funuke domo, kanashimi no ai wo misero
- Meilleur scénario : Satoko Okudera – Shaberedomo shaberedomo, Kaidan
- Meilleure photographie : Masakazu Ato – Funuke domo, kanashimi no ai wo misero
- Meilleur nouveau talent
  - Kii Kitano – Kofuku na shokutaku
  - Yui Aragaki – Koi suru madori, Koizora
  - Kaho – A Gentle Breeze in the Village
- Prix spécial : Shiho Fujimura (pour l'ensemble de sa carrière)

Meilleure photographie : Sam Sadr

### 2009
- Organisé le 1er février 2009 au Kannai Hall de Yokohama[69]
- Meilleur film : Yōjirō Takita – Departures[69],[70],[71],[72],[73],[74],[75]

- Meilleur acteur : Kaoru Kobayashi – Kyūka
- Meilleure actrice : Eiko Koike – Seppun
- Meilleur second rôle masculin : Hidetoshi Nishijima – Kyūka, Tonan kadobeya nikai no onna, Oka wo koete
- Meilleur second rôle féminin :
  - Ryōko Hirosue – Departures
  - Kimiko Yo – Departures, Maboroshi no Yamataikoku, Oka wo koete
- Meilleur réalisateur : Yōjirō Takita – Departures
- Meilleur nouveau réalisateur : Yoshitaka Mori – Hyaku hachi
- Meilleur scénario : Kunitoshi Manda et Tamami Manda – Seppun

- Meilleur directeur de la photographie : Akiko Ashizawa – Tokyo Sonata, Kimi no tomodachi, Shiawase no kaori
- Meilleur nouveau talent :
  - Riisa Naka – Jun kissa Isobe
  - Anna Ishibashi – Kimi no tomodachi
  - Sarara Tsukifune – Sekai de ichiban utsukushii yoru
- Prix spécial du jury : Yoshitaka Mori – Hyaku hachi

## Années 2010

### 2010
- Organisé le 7 février 2010 au Kannai Hall de Yokohama[76]
- Meilleur film : Miwa Nishikawa – Cher docteur
- Meilleur acteur : Masato Sakai – Kuhio taisa, Nankyoku ryōrinin
- Meilleure actrice : Manami Konishi – Nonchan noriben
- Meilleur second rôle masculin : Yoshinori Okada – Nonchan noriben, A Pierrot, Oto-na-ri
- Meilleur second rôle féminin : Sakura Andō – Love Exposure, Kuhio Taisa, Tsumitoka batsutoka
- Meilleur réalisateur : Akira Ogata – Nonchan Noriben
- Meilleur nouveau réalisateur :
  - Sumio Ohmori – Kaze ga tsuyoku fuiteiru
  - Takuji Suzuki – Watashi wa neko sutōkā
- Meilleur scénario : Miwa Nishikawa – Cher docteur
- Meilleur directeur de la photographie : Katsumi Yanagishima (en), Cher docteur
- Meilleur nouveau talent :
  - Hikari Mitsushima – Love Exposure, Kuhio Taisa, Pride
  - Masaki Okada – A Pierrot, Honokaa Boy, Half Way, Boku no Hatsukoi wo Kimi ni Sasagu
- Prix spécial du jury : Équipe et distribution de Kaze ga tsuyoku fuiteiru
- Special Grand Prize : Kaoru Yachigusa

### 2011
- Organisé le 6 février 2011 au Kannai Hall de Yokohama[77]
- Meilleur film : 13 Assassins de Takashi Miike
- Meilleur acteur : Etsushi Toyokawa pour A Good Husband et Sword of Desperation
- Meilleure actrice : Hikari Mitsushima pour Kawa no soko kara konnichi wa et A Piece of Our Life - Kakera
- Meilleur second rôle masculin : Renji Ishibashi pour A Good Husband et Parēdo et Yukizuri no machi, Outrage, The Fallen Angel
- Meilleur second rôle féminin : Yui Natsukawa pour Kokō no mesu
- Meilleur réalisateur : Takashi Miike pour 13 Assassins et Zebraman 2
- Meilleur nouveau réalisateur :
  - Yūya Ishii pour Kawa no soko kara konnichi wa et Kimi to arukō
  - Masaaki Taniguchi pour Toki o kakeru shōjo
- Meilleur scénario : Daisuke Tengan pour 13 Assassins
- Meilleur directeur de la photographie : Jun Fukumoto pour A Good Husband et Parēdo
- Meilleur nouveau talent : 
  - Osamu Mukai pour Beck et Hanamizuki
  - Memeco Sakata pour A Night in Nude 2: Salvation
- Special Grand Prize : Hiroki Matsukata

### 2012
- Organisé le 5 février 2012 au Kannai Hall de Yokohama[78]
- Meilleur film : Ōshikamura sōdōki de Junji Sakamoto
- Meilleur réalisateur : Sion Sono pour Cold Fish et Guilty of Romance
- Meilleur nouveau réalisateur :
  - Mami Sunada pour Endingu Nōto
  - Kōji Maeda pour Konzen Tokkyū
- Meilleur scénario : Aya Watanabe (décline la récompense) pour Sono Machi no Kodomo Gekijōban
- Meilleur directeur de la photographie : Jun'ichi Fujisawa pour Yōkame no semi
- Meilleur acteur : Eita pour Mahoro ekimae kyōsōkyoku
- Meilleure actrice : Yuriko Yoshitaka pour Konzen Tokkyū
- Meilleur second rôle masculin : Denden pour Cold Fish
- Meilleur second rôle féminin :
  - Megumi Kagurazaka pour Cold Fish et Guilty of Romance
  - Asuka Kurosawa pour Cold Fish
- Meilleur nouveau talent :
  - Tōri Matsuzaka pour We Can't Change the World. But, We Wanna Build a School in Cambodia et Antoki no inochi
  - Kiki Sugino pour Hospitalité
  - Kenta Hamano pour Konzen Tokkyū
- Meilleur acteur du Festival du film de Yokohama : Yoshio Harada

### 2013
- Organisé le 3 février 2013 au Kannai Hall de Yokohama[79]
- Meilleur film : The Kirishima Thing de Daihachi Yoshida
- Meilleur réalisateur : Daihachi Yoshida pour The Kirishima Thing
- Meilleur nouveau réalisateur (à la mémoire de Yoshimitsu Morita) :
  - Masaaki Akahori pour Sono Yoru no Samurai
  - Yang Yong-hi pour Our Homeland
- Meilleur scénario : Kenji Uchida pour Key of Life
- Meilleur directeur de la photographie : Ryūto Kondō pour The Kirishima Thing
- Meilleur acteur : Hiroshi Abe pour Thermae Romae
- Meilleure actrice : Takako Matsu pour Yume Uru Futari
- Meilleur second rôle masculin : Takayuki Yamada pour The Samurai That Night, The Floating Castle et Lesson of the Evil
- Meilleur second rôle féminin : Sakura Andō pour Ai to Makoto et The Samurai That Night
- Meilleur nouveau talent :
  - Masataka Kubota pour Fugainai Boku wa Sora o Mita et Hasami hasami
  - Ai Hashimoto pour The Kirishima Thing, Another, Tsunagu, Home Itoshi no Zashikiwarashi
- Special Grand Prize : Mamoru Hosoda et l'équipe de production du film Les Enfants loups, Ame et Yuki
- Prix spécial du jury : Nobuhiko Ōbayashi

### 2014
- Organisé le 2 février 2014 au Kannai Hall de Yokohama[80]
- Meilleur film : The Devil's Path de Kazuya Shiraishi
- Meilleur réalisateur : Azuma Morisaki pour Pecoross no Haha ni Ai ni Iku
- Meilleur nouveau réalisateur (à la mémoire de Yoshimitsu Morita) :
  - Kazuya Shiraishi pour The Devil's Path
  - Ryōta Nakano pour Capturing Dad
- Meilleur scénario : Hirokazu Kore-eda pour Tel père, tel fils
- Meilleur directeur de la photographie : Takeshi Hamada pour Pecoross no Haha ni Ai ni Iku
- Meilleure musique originale : Gorō Yasukawa pour The Devil's Path, Hello, My Dolly Girlfriend, Amai Muchi, Human Trust, etc.
- Meilleur acteur : Masaharu Fukuyama pour Tel père, tel fils et Midsummer's Equation
- Meilleure actrice : Yōko Maki pour Sayonara keikoku
- Meilleur second rôle masculin : Lily Franky pour The Devil's Path et Tel père, tel fils
- Meilleur second rôle féminin :
  - Fumi Nikaidō pour Why Don't You Play in Hell?, Shijūkunichi no reshipi and Nō otoko
  - Makiko Watanabe pour Chihi o torini, Daijōbu 3 kumi, etc.
- Meilleur nouveau talent :
  - Ayaka Miyoshi pour Tabidachi no Shimauta: Jūgo no Haru et Good Morning Everyone!
  - Gen Hoshino pour Why Don't You Play in Hell? et Hakoiri Musuko no Koi
  - Haru Kuroki pour Fune o amu, Sougen no Isu, Shanidar no Hana, etc.

### 2015
- Organisé le 1er février 2015 au Kannai Hall de Yokohama[81]
- Meilleur film : The Light Shines Only There de Mipo O
- Meilleur réalisateur :
  - Mipo O pour The Light Shines Only There
  - Momoko Andō pour 0.5mm
- Meilleur nouveau réalisateur (à la mémoire de Yoshimitsu Morita) : Nao Kubota pour Homeland
- Meilleur scénario : Ryō Takada pour The Light Shines Only There et Silver Spoon
- Meilleur directeur de la photographie : Ryūto Kondō pour The Light Shines Only There et My Man
- Meilleur acteur : Gō Ayano pour The Light Shines Only There
- Meilleure actrice : Rie Miyazawa pour Pale Moon
- Meilleur second rôle masculin : Sōsuke Ikematsu pour Pale Moon et Bokutachi no Kazoku
- Meilleur second rôle féminin :
  - Satomi Kobayashi pour Pale Moon
  - Yūko Ōshima pour Pale Moon
- Meilleur nouveau talent :
  - Mugi Kadowaki pour Ai no uzu, Yamikin Ushijima-kun Part 2 et Shanti Days: 365-nichi, Shiawase no Kokyū
  - Nana Seino pour Tokyo Tribes et Shōjo wa Isekai de Tatakatta
  - Ema Sakura pour Bon to Lin chan
  - Mahiro Takasugi pour Bon to Lin chan
- Special Grand Prize : Masahiko Tsugawa

### 2016
- Meilleur film : Notre petite sœur de Hirokazu Kore-eda[82]
- Meilleur réalisateur : 
  - Hirokazu Koreeda pour Notre petite sœur
  - Ryōsuke Hashiguchi pour Koibitotachi
- Meilleur nouveau réalisateur : Daishi Matsunaga pour Toilet no Pieta
- Meilleur scénario : Shin Adachi pour 100 Yen Love et Obon no Otōto
- Meilleur directeur de la photographie : Mikiya Takemoto pour Notre petite sœur
- Meilleur acteur :
  - Masatoshi Nagase pour Sweet Bean
  - Kiyohiko Shibukawa pour Obon no Otōto et Areno
- Meilleure actrice : Haruka Ayase pour Notre petite sœur
- Meilleur second rôle masculin : Ken Mitsuishi pour Obon no Otōto et Koibitotachi
- Meilleur second rôle féminin : Aoba Kawai pour Obon no Otōto et Sayonara Kabukichō
- Meilleur nouveau talent :
  - Suzu Hirose pour Notre petite sœur
  - Hana Sugisaki pour Toilet no Pieta et The Pearls of the Stone Man
  - Ryōko Fujino pour Soromon no gishō et Soromon no gishō: Kōhen saiban
- Prix spécial du jury : Bakuman (équipe technique et distribution)
- Special Grand Prize : Kirin Kiki

### 2017
- Meilleur film : In This Corner of the World de Hirokazu Kore-eda[83]
- Meilleur réalisateur : Ryōta Nakano pour Her Love Boils Bathwater
- Meilleur nouveau réalisateur : 
  - Tetsuya Mariko pour Destruction Babies
  - Yasukazu Sugiyama pour Something Like, Something Like It
- Meilleur scénario : Ryōta Nakano pour Her Love Boils Bathwater
- Meilleur directeur de la photographie : Yasuyuki Sasaki pour Destruction Babies
- Meilleur acteur :
  - Tomokazu Miura (en) pour Katsuragi Case
  - Yūya Yagira pour Destruction Babies
- Meilleure actrice : Mariko Tsutsui pour Harmonium
- Meilleur second rôle masculin : Masaki Suda pour Destruction Babies
- Meilleur second rôle féminin : Hana Sugisaki pour Her Love Boils Bathwater
- Meilleur nouveau talent :
  - Taiga pour Harmonium
  - Nana Komatsu pour Destruction Babies
  - Nijirō Murakami pour Destruction Babies
- Prix spécial du jury : Rena Nōnen pour In This Corner of the World
- Special Grand Prize : Hideaki Anno pour Shin Godzilla (Godzilla Resurgence)

### 2018
- Organisé le 28 janvier 2018 dans la salle de concert préfectorale de Kanagawa[84]
- Meilleur film : Yozora wa itsu demo saikō mitsudo no aoiro da de Yūya Ishii
- Meilleur réalisateur : Kazuya Shiraishi pour Birds Without Names et L'Aube des félines
- Meilleur nouveau réalisateur :
  - Kei Ishikawa pour Gukoroku: Traces of Sin
  - Yukihiro Morigaki pour Goodbye, Grandpa!
- Meilleur scénario : Yūya Ishii pour Yozora wa itsu demo saikō mitsudo no aoiro da
- Meilleur directeur de la photographie : Yoichi Kamagari pour Yozora wa itsu demo saikō mitsudo no aoiro da
- Meilleur acteur : Sōsuke Ikematsu pour Yozora wa itsu demo saikō mitsudo no aoiro da
- Meilleure actrice : Yū Aoi pour Birds Without Names
- Meilleur second rôle masculin :
  - Sansei Shiomi pour Outrage Coda
  - Tōri Matsuzaka pour Birds Without Names
- Meilleur second rôle féminin :
  - Asami Usuda pour Gukoroku: Traces of Sin
  - Wakana Matsumoto pour Gukoroku: Traces of Sin
- Meilleur nouveau talent :
  - Shizuka Ishibashi pour Yozora wa itsu demo saikō mitsudo no aoiro da
  - Yukino Kishii pour Goodbye, Grandpa!
- Special Grand Prize : projet de redémarrage de Nikkatsu Roman Porno
- Prix spécial du jury : Toshiyuki Nishida pour Outrage Coda

### 2019
- Organisé le 3 février 2019 au Kannai Hall de Yokohama[85]
- Meilleur film : Asako I & II de Ryūsuke Hamaguchi
- Meilleur réalisateur :
  - Ryūsuke Hamaguchi pour Asako I & II
  - Takahisa Zeze pour Kiku et Guillotine, My Friend "A", et The 8-Year Engagement
- Meilleur nouveau réalisateur (à la mémoire de Yoshimitsu Morita) : Katsumi Nojiri pour Lying to Mom
- Meilleur scénario : Shūichi Okita pour Mori, the Artist's Habitat
- Meilleur directeur de la photographie : Yasuyuki Sasaki pour Asako I & II et My Retirement, My Life
- Meilleur acteur :
  - Masahiro Higashide pour Asako I & II, Kiku et Guillotine, et Over Drive
  - Kōji Yakusho pour The Blood of Wolves
- Meilleure actrice : Sakura Andō pour Une affaire de famille
- Meilleur second rôle masculin : Tōri Matsuzaka pour The Blood of Wolves
- Meilleur second rôle féminin :
  - Mayu Matsuoka pour Une affaire de famille, Blank13, et Chihayafuru Part 3
  - Sairi Itō pour Asako I & II et Enokida Boekido
- Meilleur nouveau talent :
  - Erika Karata pour Asako I & II
  - Ryō Yoshizawa pour River's Edge, Gintama 2 et Marmalade Boy
  - Mai Kiryū pour Kiku et Guillotine et Lying to Mom
- Special Grand Prize : Tsutomu Yamazaki pour Mori no iru basho
- Prix spécial du jury : Ne coupez pas !

## Années 2020

### 2020
- Organisé le 2 février 2020 au Kannai Hall de Yokohama[86]
- Meilleur film : It Feels So Good de Haruhiko Arai
- Meilleur réalisateur :
  - Kei Ishikawa pour Listen to the Universe
  - Rikiya Imaizumi pour Just Only Love et Little Nights, Little Love
- Meilleur nouveau réalisateur (à la mémoire de Yoshimitsu Morita) : Shinzo Katayama pour Siblings of the Cape
- Meilleur scénario : Junji Sakamoto pour Han sekai
- Meilleur directeur de la photographie : Hidetoshi Shinomiya pour From Miyamoto to You et Farewell Song
- Meilleur acteur : Sōsuke Ikematsu pour From Miyamoto to You
- Meilleure actrice :
  - Mugi Kadowaki pour Farewell Song
  - Nana Komatsu pour Farewell Song
- Meilleur second rôle masculin : Ryo Narita pour Just Only Love et Farewell Song
- Meilleur second rôle féminin : Chizuru Ikewaki pour Han sekai
- Meilleur nouveau talent :
  - Kumi Takiuchi pour It Feels So Good
  - Oji Suzuka pour Listen to the Universe
  - Rairu Sugita pour Han sekai
  - Anna Yamada pour Little Love Song
- Special Grand Prize : Haruhiko Arai

### 2021
- Meilleur film : Labyrinth of Cinema de Nobuhiko Ōbayashi[87]
- Meilleur réalisateur : Hideo Jojo pour On the Edge of Their Seats  et Dangerous Drugs of Sex
- Meilleur nouveau réalisateur (à la mémoire de Yoshimitsu Morita) : Takuya Uchiyama pour Sasaki In My Mind
- Meilleur scénario : Shin Adachi pour Kigeki: Aisai monogatari, Underdog Part One et Underdog Part Two
- Meilleur directeur de la photographie : Hidetoshi Shinomiya pour Sasaki In My Mind  et Town Of Headcounts
- Meilleur acteur : Kazunari Ninomiya pour La Famille Asada
- Meilleure actrice : Asami Mizukawa pour Kigeki: Aisai monogatari et Runway
- Meilleur second rôle masculin :
  - Shohei Uno pour The Voice of Sin et The Real Thing
  - Naoto Ogata pour Momi's House
- Meilleur second rôle féminin : Aju Makita pour True Mothers et Child of the Stars
- Meilleur nouveau talent :
  - Nana Mori pour Last Letter, 461 Days of Bento: A Promise Between Father et Son, et Blue, Painful et Brittle
  - Kisetsu Fujiwara pour Sasaki In My Mind  et His
  - Hio Miyazawa pour His
  - Sakurako Konishi pour First Love, le dernier yakuza, Fancy , et Sasaki In My Mind
- Special Grand Prize : Nobuhiko Ōbayashi et Kyoko Obayashi pour Labyrinth of Cinema
- Prix spécial du jury : Gaku Hosokawa pour Sasaki In My Mind

### 2022
- Meilleur film : Intolérance de Keisuke Yoshida[88]
- Meilleur réalisateur : Keisuke Yoshida pour Intolérance et Blue
- Meilleur nouveau réalisateur (à la mémoire de Yoshimitsu Morita) : Yūjirō Harumoto pour A Balance
- Meilleur scénario : Keisuke Yoshida pour Intolérance et Blue
- Meilleur directeur de la photographie : Norimichi Kasamatsu pour Under the Open Sky
- Meilleur acteur :
  - Arata Furuta pour Intolérance
  - Tōri Matsuzaka pour Intolérance, Last of the Wolves et In Those Days
- Meilleure actrice : Machiko Ono pour A Madder Red
- Meilleur second rôle masculin : Ryohei Suzuki pour Last of the Wolves
- Meilleur second rôle féminin :
  - Tōko Miura pour Drive My Car
  - Yuki Katayama pour A Madder Red
- Meilleur nouveau talent :
  - Nao pour Eternally Younger Than Those Idiots, The Sound of Grass et My Daddy
  - Seina Nakata pour Over the Town, In Those Days et La Fille de la plage
  - Yūmi Kawai pour A Balance et It’s a Summer Film
  - Seiichi Kohinata pour It’s a Summer Film et Eternally Younger Than Those Idiots
- Prix spécial du jury : Mitsunobu Kawamura et Star Sands

### 2023
- Meilleur film : Love Is Light de Keiichi Kobayashi[89]
- Meilleur réalisateur : Keiichi Kobayashi pour Love Is Light
- Meilleur nouveau réalisateur (à la mémoire de Yoshimitsu Morita) : Chie Hayakawa pour Plan 75
- Meilleur scénario : Kōsuke Mukai pour A Man
- Meilleur directeur de la photographie : Ryūto Kondō pour A Man
- Meilleur acteur : Kōji Seto pour Love Nonetheless
- Meilleure actrice :
  - Chieko Baishō pour Plan 75
  - Riho Yoshioka pour Anime Supremacy! et Shimamori
- Meilleur second rôle masculin :
  - Hayato Isomura pour The Fish Tale, Plan 75, Offbeat Cops et Prior Convictions
  - Tasuku Emoto pour Anime Supremacy!, No Place to Go, et Riverside Mukolitta
- Meilleur second rôle féminin : Yūmi Kawai pour A Man, Plan 75, Love Nonetheless, A Winter Rose et Just Remembering
- Meilleur nouveau talent :
  - Nanase Nishino pour Love Is Light
  - Fūju Kamio pour Love Is Light
  - Yuna Taira pour Love Is Light
  - Fumika Baba pour Love Is Light
- Prix spécial du jury : l'équipe et la distribution d'Anime Supremacy!

### 2024
- Meilleur film : La Beauté du geste de Shō Miyake[90]
- Meilleur réalisateur : Yūya Ishii pour Masked Hearts et The Moon
- Meilleur nouveau réalisateur : Takuya Kato pour La Mélancolie
- Meilleur scénario : Atsushi Asada pour I Am What I Am
- Meilleurs décors : Mitsuo Harada pour Okiku and the World
- Meilleur directeur de la photographie : Yuta Tsukinaga pour La Beauté du geste
- Meilleur acteur : Ryohei Suzuki pour Egoist et Tokyo MER: Mobile Emergency Room
- Meilleure actrice :
  - Yukino Kishii pour La Beauté du geste
  - Haru Kuroki pour Okiku and the World
- Meilleur second rôle masculin :
  - Hayato Isomura pour (Ab)normal Desire, The Moon, Ripples, The Dry Spell et Hard Days
  - Kōichi Satō pour Okiku and the World, Masked Hearts, Familia et Baian the Assassin, M.D. (Part 2)
- Meilleur second rôle féminin : Kumi Nakamura pour Takano Tofu et Undercurrent
- Meilleur nouveau talent :
  - Mayu Hotta (en) pour Tsugaru Lacquer Girl
  - Ren Meguro pour As Long as We Both Shall Live et Phases of the Moon
- Prix spécial du jury : Shinichirō Matsuura
- Special Grand Prize : Tatsuya Fuji

### 2025
Organisé le 2 février 2025 au Kannai Hall de Yokohama
- Meilleur film : Jusqu'à l'aube de Shō Miyake
- Meilleur réalisateur : Yū Irie pour Ann
- Meilleur nouveau réalisateur (à la mémoire de Yoshimitsu Morita) : Hiroshi Okuyama pour My Sunshine
- Meilleur scénario : Akiko Nogi pour LAST MILE et Let's Go Karaoke !
- Meilleur directeur de la photographie : Takeshi Hamada pour The Real You
- Meilleure actrice : Hana Sugisaki pour Ichiko, Kuchinai Sakura et 52-Hertz Whales
- Meilleur acteur :
  - Taiga Nakano pour 11 Rebels
  - Kōji Yakusho pour Perfect Days et Bakin & Hokusai
- Meilleur second rôle féminin : Ayaka Miyoshi pour The Real You
- Meilleur second rôle masculin : Sōsuke Ikematsu pour My Sunshine et Baby Assassins - Nice Days
- Meilleur nouveau talent :
  - Keitatsu Koshiyama pour My Sunshine
  - Jun Saito pour Let's Go Karaoke !, Confetti et Quand Takagi me taquine
- Natsuki Deguchi pour Honeko Akabane's Bodyguards
- Prix spécial du jury : Doi Toshikuni pour Tsushima — Fukushima Speaks Part 2 et Report from Gaza
- Special Grand Prize : Mitsuko Kusabue pour Kyu Ju Sai. Nani ga Medetai et Aimitagai